# Чёрный скар
Чёрный скар (лат. Scarus coelestinus) — вид лучепёрых рыб из семейства рыб-попугаев (Scaridae), населяющий коралловые рифы в основном в Карибском бассейне, на Багамских островах и во Флориде.

## Описание
Типичный размер колеблется между 30 и 60 см, но отдельные особи могут достигать длины 77 см и массы 7 кг.
Рыба имеет тёмно-синее тело со светло-голубыми пятнами на боках и голове. Окраска индивидуальна для каждой рыбы, но у всех особей есть светло-голубое пятно на нижней стороне ротового отверстия. В отличие от других видов рыб-попугаев, этот вид сохраняет свою окраску на протяжении ювенильной и взрослой стадий жизни. Самец и самка имеют одинаковую окраску.
Рыба-попугай получила свое название от своего твердого «клюва», который она использует для получения пищи с твердых субстратов.

## Распространение
Самое северное место, где были замечены рыбы данного вида, штат Мэриленд, самое южное — Бразилия. Обычно они обитают на глубине от 3 до 80 м, плавают над рифами и песчаными областями, где питаются водорослями.

## Питание
Рыба в первую очередь травоядна. Их основной источник пищи — водоросли. Благодаря процессу «соскребания» водорослей с кораллов, рыба-попугай также потребляет карбонатные отложения. В отличие от других видов рыб-попугаев, обитающих в мангровых лесах, данный вид не потребляет губок.

## Охрана
Scarus coelestinus упоминается в Красном списке МСОП как вид, для определения охранного статуса которого недостаточно данных. Хотя в природе рыбы широко распространены в Мексиканском заливе и Карибском бассейне.